# Robert Potash
Pour les articles homonymes, voir Potash.
Robert A. Potash (Boston, Massachusetts, 1921 — Amherst, 2016) était un historien américain. Diplômé de Harvard, travaillant et enseignant ensuite à l’université du Massachusetts à Amherst, Potash prit notamment pour objet d’étude l’histoire économique du Mexique et le rôle des forces armées dans la politique argentine. Parmi ses ouvrages, on note en particulier Army & Politics in Argentina (en 3 tomes, traduits ensuite en espagnol) et Perón y el GOU.

## Biographie
Après l’enseignement secondaire dans une école latine de Boston, où il eut Leonard Bernstein comme condisciple, Robert Potash entreprit des études universitaires à l’université Harvard, où il fut reçu en 1942 Bachelor of Arts en histoire. Ensuite, peu après l’entrée en guerre des États-Unis, il s’engagea dans l’armée américaine et restera sous les armes de 1942 à 1946, dont onze mois dans la zone du Pacifique. Monté au grade de premier sergent, il termina la guerre comme membre d’une unité de renseignements de trois hommes à Okinawa et fut témoin de la reddition des derniers retranchés japonais. 
En 1947, il obtint sa maîtrise en histoire de l’art à Harvard et soutint en 1953 une thèse de doctorat sur une banque mexicaine de développement industriel du XIXe siècle, la Banco de Avio de México. Dans les années 1950, Potash travailla à l’université du Massachusetts à Amherst, choisissant comme champ de recherche l’histoire économique du Mexique, puis les rapports entre forces armées et pouvoir politique en Argentine, sujet qui l’occupera durablement par la suite. Son séjour de deux ans en Argentine, pour le compte du département d’État, fut le tournant de sa carrière. Son ouvrage intitulé Army & Politics in Argentina — traduction espagnole sous le titre El Ejército y la Política en la República Argentina (1928-1973) —, en trois tomes, qui eut un grand retentissement sur l’historiographie argentine, constitue une étude approfondie de ce qui fut sans doute durant la période considérée l’acteur principal de l’histoire argentine — savoir : l’armée —, période marquée en effet par une longue série de coups d’État militaires. Sous le gouvernement de Carlos Menem, Potash fut désigné par la Chancellerie argentine pour faire partie de la Commission d’élucidation des activités du nazisme en Argentine, mise sur pied par le gouvernement argentin et connue aussi sous son sigle espagnol CEANA. 
Au total, il visita l’Argentine 27 fois, et il lui fut donné de rencontrer dix présidents argentins, de Pedro Aramburu à Carlos Menem, en passant par Jorge Rafael Videla et Raúl Alfonsín. Plus tard, Potash saura entretenir son intérêt pour ce pays en lisant la presse locale sur internet et en recevant des étudiants argentins à l’université du Massachusetts. 
Sa connaissance de l’histoire récente de l’Argentine faisait qu’il fut souvent sollicité par la presse argentine, en temps de crise politique, d’apporter son éclairage. Ainsi fut-il amené à exposer, lors d’un dernier entretien avec le quotidien La Nación en 2014, son évaluation personnelle du rôle que jouaient à ce moment-là, c’est-à-dire vers la fin du deuxième mandat de Cristina Kirchner, les forces armées en Argentine : 

« Je crois qu’ils tentent simplement de survivre, de ne pas être dédaignés par le gouvernement. Le présent gouvernement leur a accordé une augmentation de solde mais, pour autant que je puisse voir, l’armée, et en particulier la marine, n’ont que peu de chances d’être en mesure de défendre le pays en cas de crise. Ses équipements sont vieillis, inadaptés, ne fonctionnent pas. Une force militaire sans la capacité d’agir comme une force militaire hors du pays ou en défense du pays, n’a fondamentalement aucun rôle réaliste à jouer. »

Dans ses années de retraite à la résidence Applewood à Amherst, l’historien écrivit en 2008 son dernier livre, ouvrage autobiographique intitulé Looking Back at My First Eighty Years: A Mostly Professional Memoir (littér. En jetant un coup d’œil en arrière sur mes quatre-vingts premières années : des mémoires principalement professionnelles).
Il était membre correspondant de l’Académie nationale d’histoire de la république argentine ainsi que de l’Académie mexicaine d’histoire.
Robert Potash épousa en 1946 Jeanne Feinstein, de qui il avait fait la rencontre en 1943 et qui lui donnera deux filles ; le couple mena une vie commune longue de 70 années. Il meurt le 30 décembre 2016 à l’âge de 95 ans.

## Principaux ouvrages
- Mexican Government and Industrial Development in the Early Republic: The Banco De Avio, University of Massachusetts Press, 1983 ; trad . esp. El Banco de Avío de México. El fomento de la industria, 1821-1846, éd. Fondo de Cultura Económica, Mexico 1959, édition revue 1986.
- Army & Politics in Argentina
  - 1928-1945: Yrigoyen to Peron, Stanford University Press, 1969 ; trad . esp. El ejército y la política en la Argentina, 1928-1945. De Yrigoyen a Perón, éd. Sudamericana, Buenos Aires 1971
  - 1945-1962: Peron to Frondizi, Stanford University Press, 1655 ; trad . esp. El ejército y la política en la Argentina, 1945-1962. De Perón a Frondizi, éd. Sudamericana, Buenos Aires 1980
  - 1962-1973: From Frondizi's Fall to the Peronist Restoration, Stanford University Press, 1996 (deux volumes) ; trad . esp. El ejército y la política en la Argentina, 1962-1973. De la caída de Frondizi a la restauración peronista, 1962-1966 (primera y secunda parte), éd. Sudamericana, Buenos Aires 1994
- Perón y el GOU. Los documentos de una logia secreta, éd. Sudamericana, Buenos Aires 1984
- Looking Back at My First Eighty Years: A Mostly Professional Memoir, mémoires, éd. iUniverse, Bloomington 2008